# Lockheed YF-12
Die Lockheed YF-12 war ein zweistrahliges Versuchsflugzeug von Lockheed für die United States Air Force, das vom Höhenaufklärer Lockheed A-12 OXCART abgeleitet war. Es wurden nur drei Exemplare des Abfangjägers gebaut, bevor das Programm beendet wurde. In den Lockheed Advanced Development Projects Unit, besser bekannt als Skunk Works, entwickelte Chefkonstrukteur Clarence Johnson die YF-12. Sie ist das weltweit größte jemals gebaute Jagdflugzeug.

## Geschichte
Nachdem der Bau des Abfangjägers North American XF-108 aus Kostengründen gestoppt worden war, gelang es Lockheed, die Air Force für einen aus der A-12 abgeleiteten Mach-3-Abfangjäger zu interessieren. Das Flugzeug war als Ersatz für die Convair F-106 Delta Dart vorgesehen. Nachdem die CIA vor Kostenüberläufen beim A-12-Programm stand, entschied sich die Air Force, drei Maschinen in der Konfiguration für einen Abfangjäger fertigstellen zu lassen. Am 7. August 1963 flog die erste YF-12. Ein Kauf von 93 weiter modifizierten YF-12B wurde 1965 aber von Verteidigungsminister Robert McNamara gestoppt. Neben Kostengründen wurde auch angeführt, dass die Sowjetunion ohnehin keine Bomber besaß, die derart schnelle Abfangjäger rechtfertigen würden.
Während 5 Jahren, von 1959 bis 1964, blieb das gesamte Programm geheim, und selbst die Einsatzkategorie des Musters blieb verborgen. Im Wahljahr 1964 wurde die Entwicklung, damals als A-11 bezeichnet, der Öffentlichkeit offenbart, wobei sich Präsident und Verteidigungsminister bei der Rolle des Flugzeugs widersprachen: Am 29. Februar 1964 stellte Präsident Johnson das Flugzeug als Langstreckenjäger vor. Danach wurde erneut ein Geheimnisschleier gezogen, nur um kurze Zeit später die vollkommen neue Version SR-71 als strategischen Aufklärer zu präsentieren. Am 30. September wiederum wurde die Jagdversion nun unter ihrem Namen YF-12A vorgestellt. Im Dezember 1964 meldete das Fachmagazin Interavia, dass bis dato 8 der Abfangjägerversion gebaut worden seien und weitere zwölf bestellt.
Von den drei tatsächlich gebauten YF-12 existiert heute noch eine. Diese steht im National Museum of the United States Air Force auf der Wright-Patterson Air Force Base. Ein weiteres Flugzeug wurde 1966 bei einer gescheiterten Landung durch einen Brand auf der Edwards Air Force Base schwer beschädigt und später zur einzigen SR-71C Blackbird umgebaut. Die dritte Maschine ging am 24. Juni 1971 nach einem Feuer während des Fluges verloren, die Piloten konnten sich per Schleudersitz retten.

## Konstruktion
Die YF-12 war im Wesentlichen eine A-12, besaß ebenfalls einen Rumpf, der hauptsächlich aus Titan bestand und als Triebwerk zwei Pratt & Whitney J58, die die YF-12 auf Geschwindigkeiten von über Mach 3 beschleunigen konnten. Vor allem bezüglich der Ausstattung wurde die YF-12 gegenüber der OXCART aber verändert. So wurde die Nase modifiziert, um ein Radar vom Typ Hughes AN/ASG-18 aufnehmen zu können, außerdem wurden die Kamerabuchten zu Raketenbuchten umfunktioniert. Jede YF-12 konnte drei Luft-Luft-Raketen vom Typ AIM-47 Falcon mit sich führen.

## Rekorde
Mit dem dritten Prototyp der YF-12A (Article 1003, AFSN 60-6936) wurden am 1. Mai 1965 bei vier Flügen von der Edwards AFB aus folgende Rekorde aufgestellt: Geschwindigkeiten auf Rundkursen über 500 km (2644,596 km/h) und 1000 km (2718,006 km/h) durch Major Walter F. Daniel, Geschwindigkeit über einen geraden Kurs von 15/25 km (3331,507 km/h) und erreichte Höhe im Horizontalflug 24.462,596 m durch Colonel Robert L. Stephens. Die Rekorde auf den 500- und 1000-km-Rundkursen wurden zwei Jahre später (Oktober 1967) von Je-266 gebrochen, die zwei anderen Rekorde von der SR-71 (28. Juli 1976).

## Technische Daten

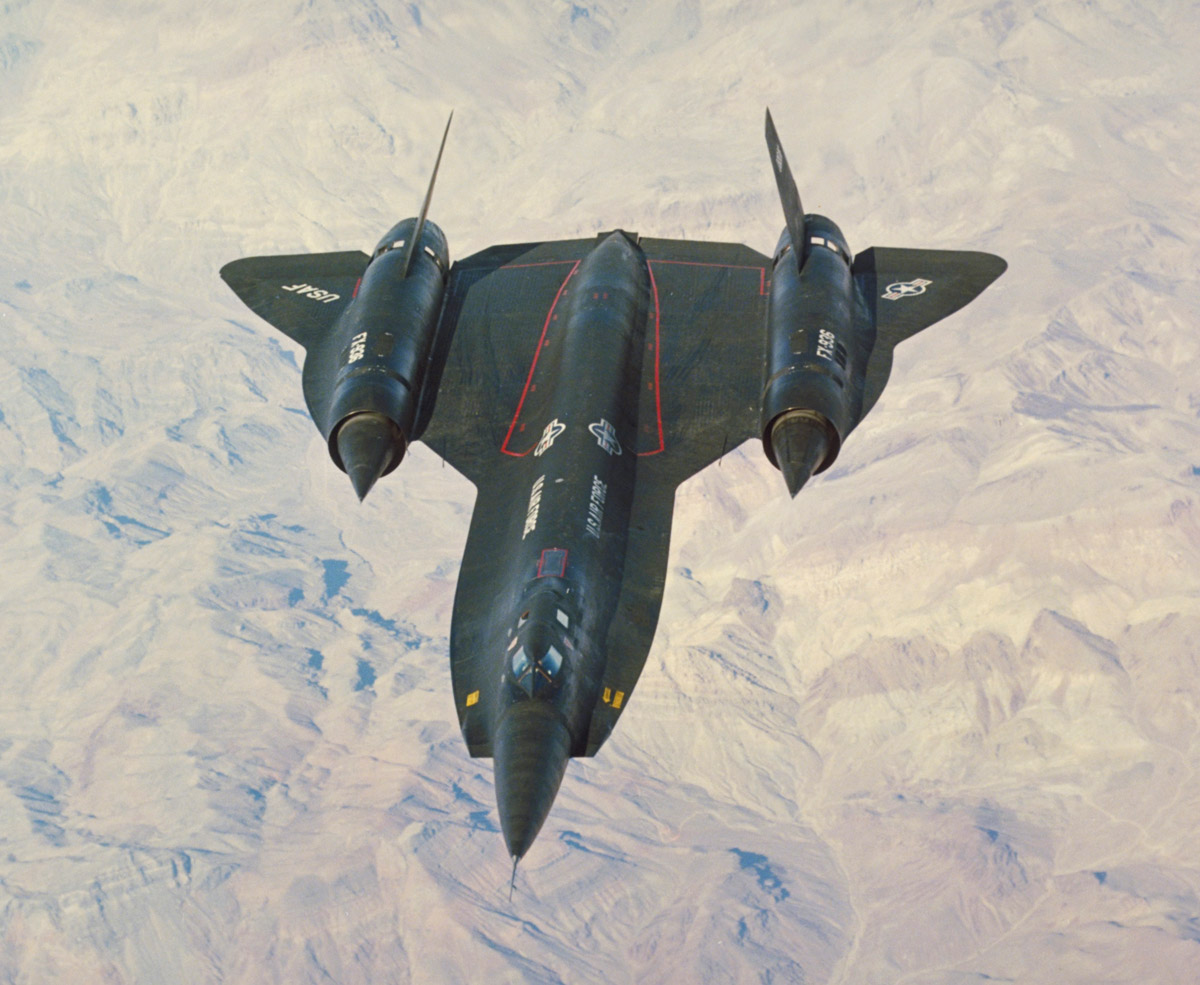
Eine YF-12 im Flug

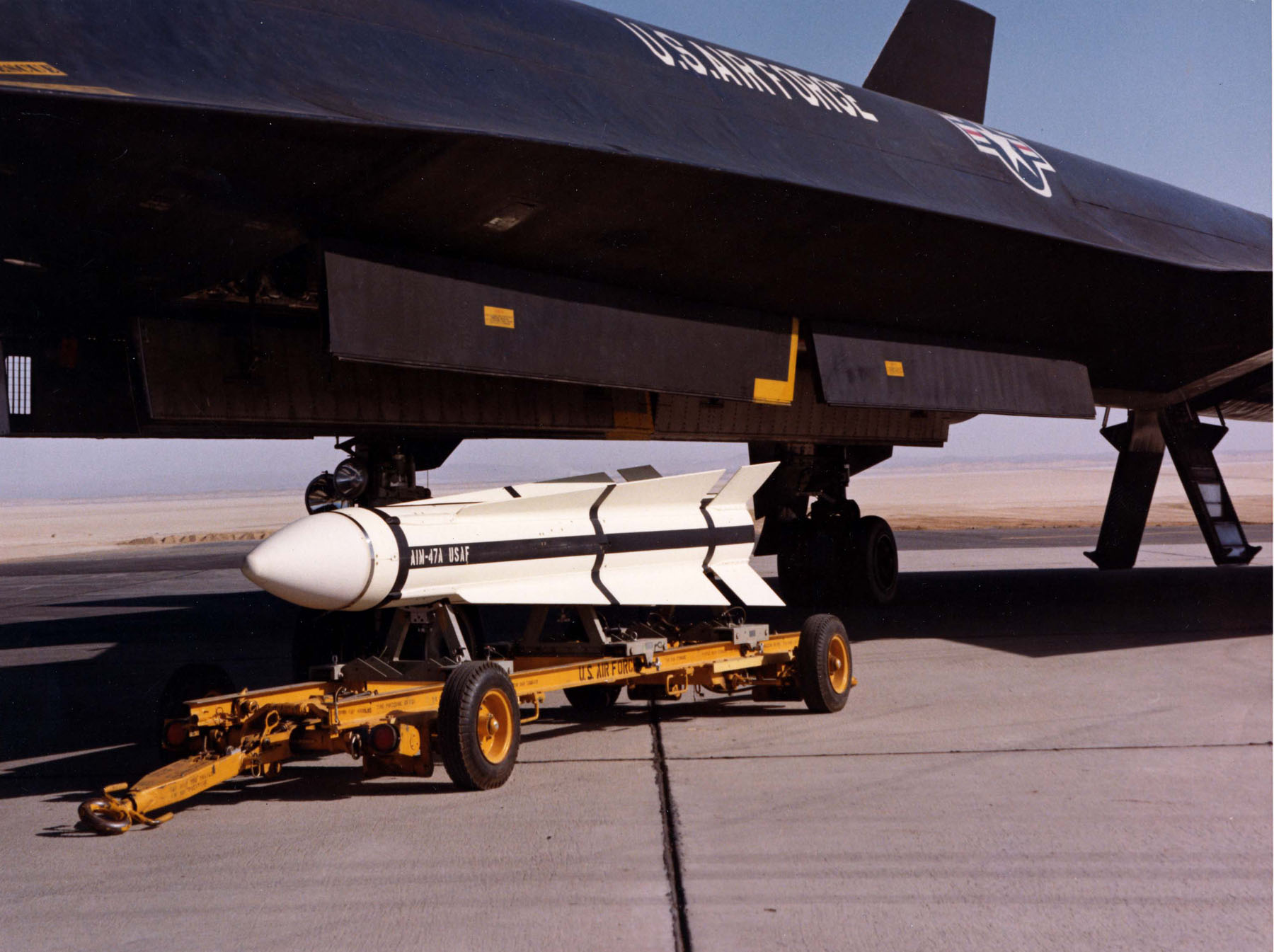
Eine AIM-47 vor einer YF-12

| Kenngröße             | Daten                                                                            |
| --------------------- | -------------------------------------------------------------------------------- |
| Typ                   | Hochgeschwindigkeitsabfangjäger                                                  |
| Besatzung             | 2                                                                                |
| Länge                 | 30,97 m                                                                          |
| Spannweite            | 16,95 m                                                                          |
| Höhe                  | 5,64 m                                                                           |
| Flügelfläche          | ca. 167 m²                                                                       |
| Leermasse             | 27.604 kg                                                                        |
| max. Startmasse       | 63.504 kg                                                                        |
| Höchstgeschwindigkeit | 3332 km/h                                                                        |
| max. Flughöhe         | ca. 25.000 m                                                                     |
| Reichweite            | 4830 km (ohne Nachbetankung)                                                     |
| Triebwerk             | zwei Pratt & Whitney J58 Strahltriebwerke mit Nachbrenner und je 144,57 kN Schub |
| Bewaffnung            | bis zu drei AIM-47 Falcon Luft-Luft-Raketen                                      |